# Artemide

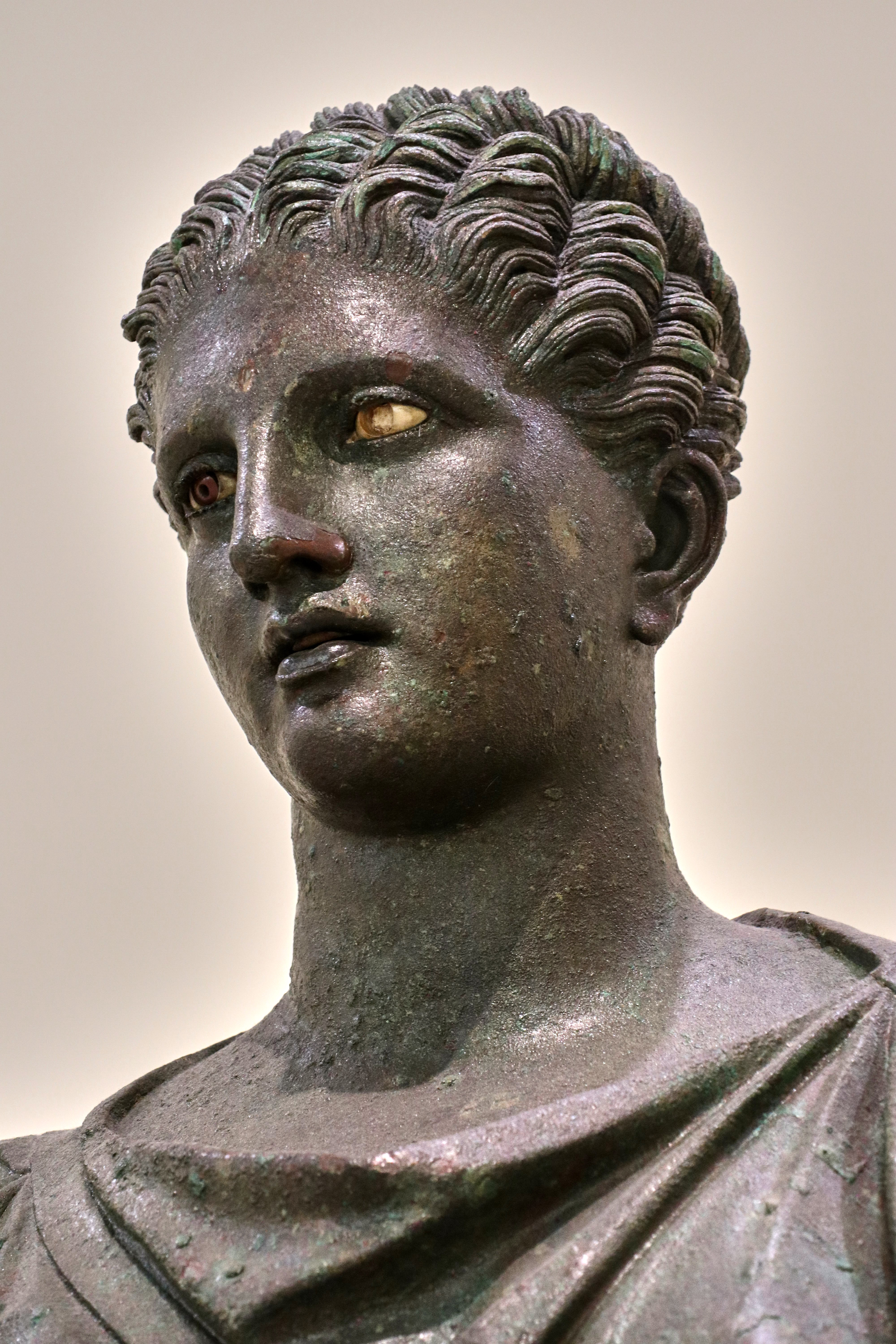
Statua in bronzo di Artemide. IV secolo a.C.

Artemide è una divinità della religione greca (in greco antico: Ἄρτεμις Ártemis), dea della caccia, degli animali selvatici, della foresta, del tiro con l’arco; è anche la dea delle iniziazioni femminili, protettrice della verginità e della pudicizia e dea della luna, in quanto condottiera del carro di quest'astro.
Artemide è figlia di Zeus e Latona e sorella gemella di Apollo, è una dei dodici Olimpi e la sua origine risale ai tempi più antichi. Fu più tardi identificata come la personificazione della Luna crescente, insieme a Selene (la Luna piena) ed Ecate (la Luna calante). Assieme ad Atena ed Estia, era una dea vergine, armata di archi e frecce d'oro, e dimorava nei boschi con i suoi affidabili cani da caccia e con uno stuolo di ninfe.
Fu associata dai Romani alla figura di Diana, mentre gli Etruschi la veneravano con il nome di Artume.

## Il culto di Artemide

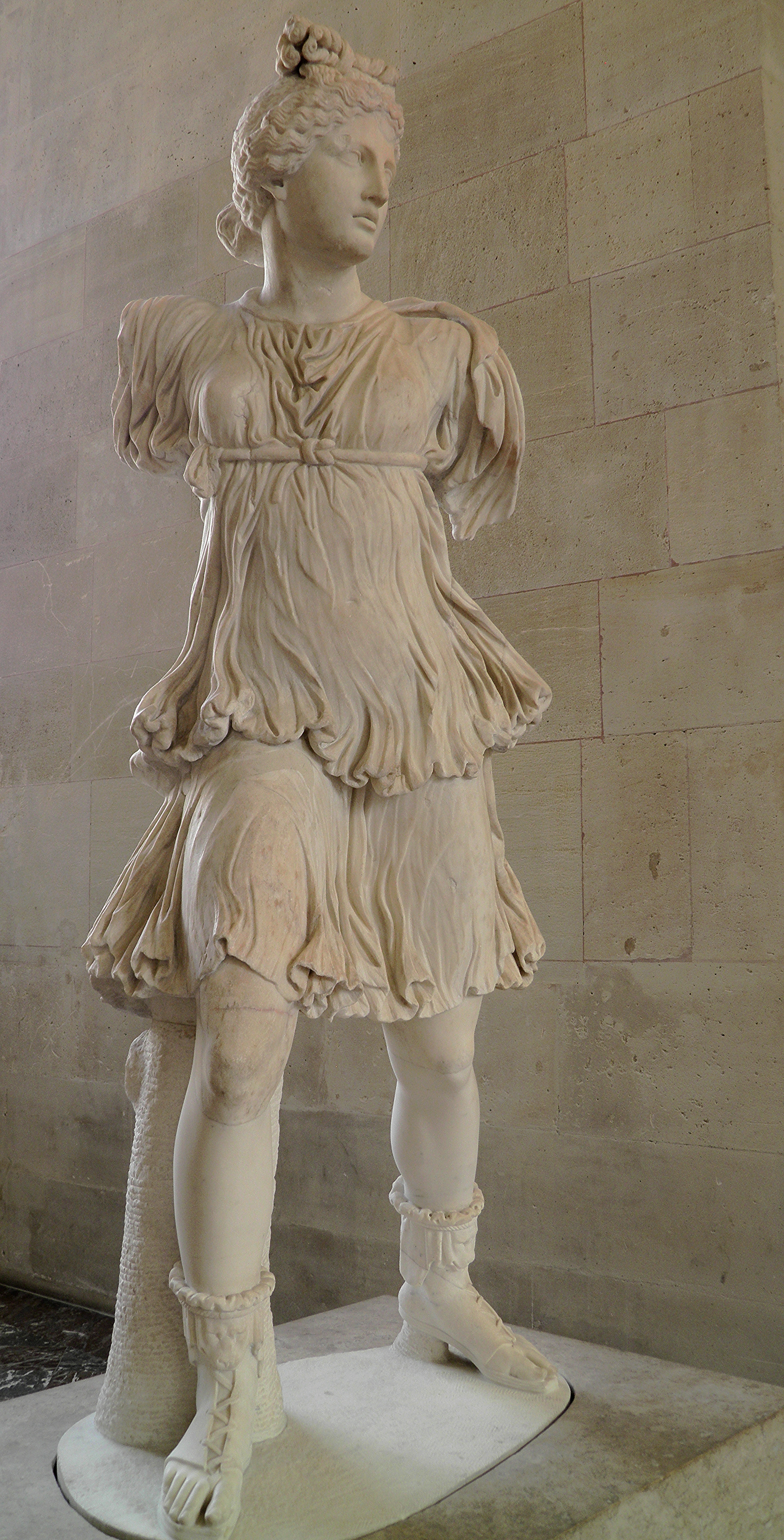
Statua di Artemide, copia romana di originale ellenistico, Museo del Louvre

Artemide era adorata e celebrata allo stesso modo in quasi tutte le zone della Grecia, specialmente nel Peloponneso e a Creta, ma i più importanti luoghi di culto a lei dedicati si trovavano a Delo (sua isola natale), Braurone, Munichia (su una collina nei pressi del Pireo) ed a Sparta. Il suo culto fu molto presente anche in Sardegna e nel sud Italia.
Artemide è detta Trivia sia in quanto era venerata sotto le tre forme corrispondenti alle tre fasi lunari (Selene in cielo, Artemide in terra ed Ecate nel mondo degli inferi) sia perché le sue immagini erano spesso poste all'incrocio di tre strade. Durante l'epoca classica ad Atene veniva ulteriormente identificata con Ecate.
Le fanciulle ateniesi di età compresa tra i cinque e dieci anni venivano mandate al santuario di Artemide a Braurone per servire la dea per un anno: durante questo periodo le ragazze erano conosciute come arktoi ("orsette"). Quest'usanza viene spiegata da una leggenda: un orso era stato addomesticato dalla gente di Braurone, ma una giovinetta prese a infastidirlo e ne fu uccisa (o, secondo un'altra versione ne fu accecata); il fratello della ragazza per vendetta uccise l'orso, ma Artemide andò per questo in collera e pretese che le ragazze prendessero il posto dell'orso nel suo santuario.
I sacerdoti e le sacerdotesse devoti al suo servizio erano obbligati a vivere casti e puri; le trasgressioni del loro voto di castità venivano punite severamente.
Il suo culto venne spesso sovrapposto a quello di Ilizia, od Ilithyia (Εἰλείθυια), Dea del Parto per antonomasia, e della fertilità. Ne conseguì un'incongruenza del mito poiché, alla nascita dei Gemelli Apollo ed Artemide, la madre Leto era stata aiutata dalla dea del Parto Ilithyia, in seguito alla sovrapposizione delle due divinità risulterebbe che fu la neonata Artemide ad aiutare la madre nel parto del fratello Apollo . A riprova della capacità di Artemide di facilitare il parto, in Grecia comunque erano frequenti il nome Artemisia (di Artemide) e Artemidoro (dono di Artemide).

### ArtemideArcadica
In Arcadia, Artemide era la dea delle ninfe ed era adorata come tale da tempi molto antichi. I suoi templi e santuari erano più numerosi in questa regione che in altre parti della Grecia e sorgevano di solito nei pressi di fiumi e laghi, da qui l'appellativo di limnêtis o limnaia, e vicino ad essi si trovavano fonti d'acqua come a Corinto. Il fatto che i suoi appellativi ed epiteti usati in Arcadia siano quasi tutti derivati da montagne, fiumi e laghi, dimostra che lei era la personificazione di qualche forza della natura.

### La signora di Efeso

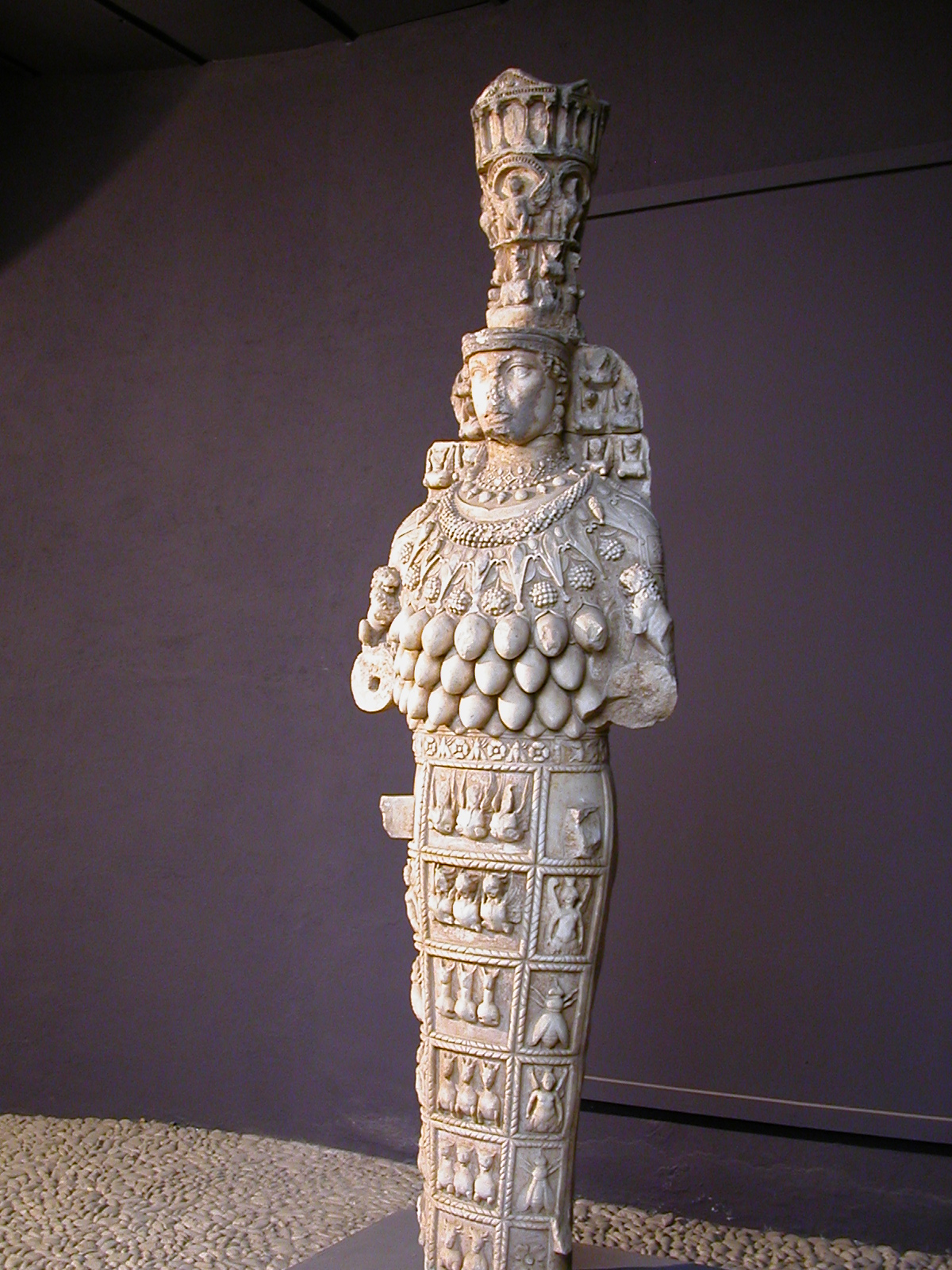
La Signora di Efeso, che I greci identificano con Artemide - Museo archeologico di Efeso, Turchia

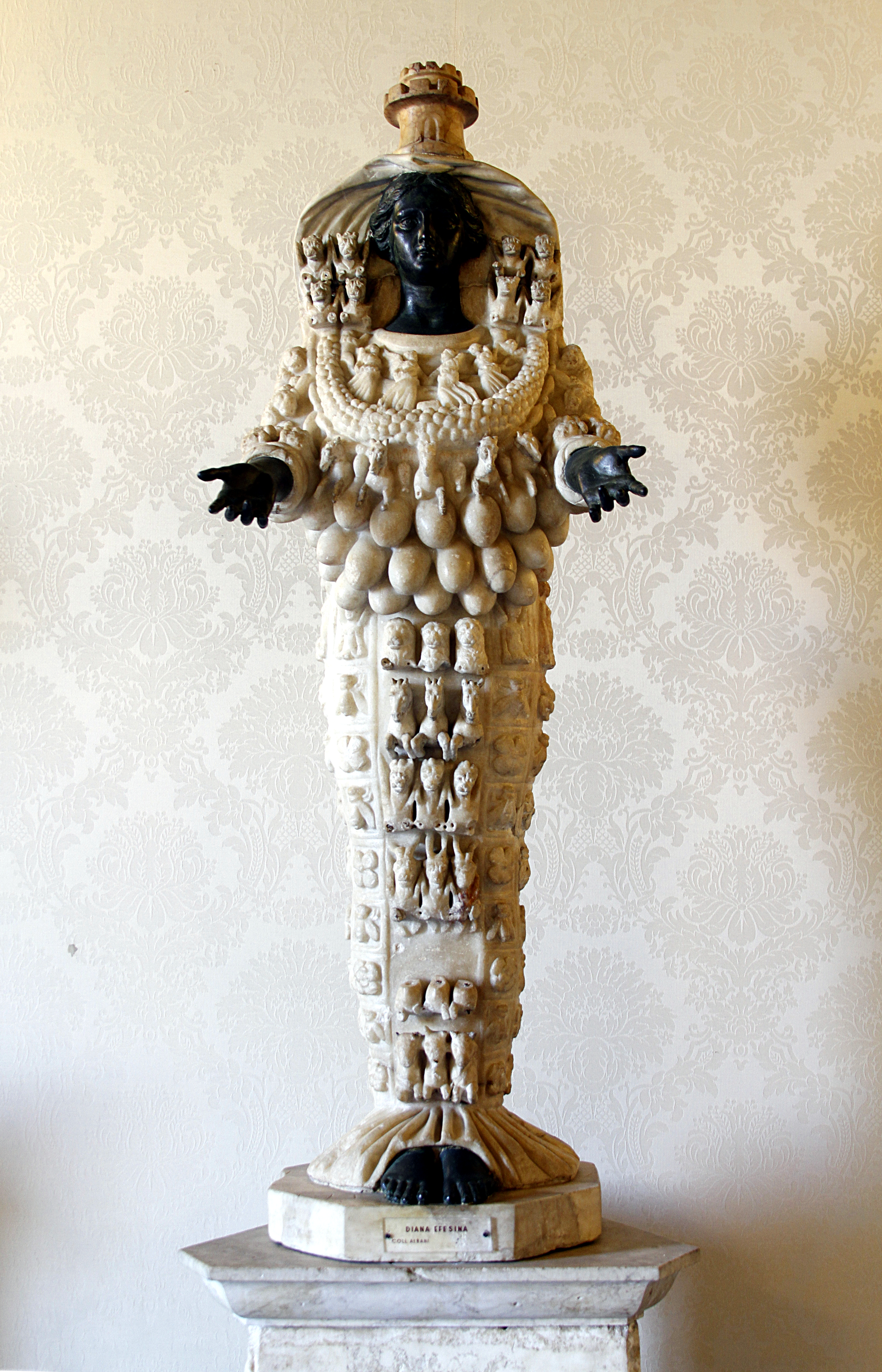
Artemide Efesina, Palazzo dei Conservatori, Roma

Il Tempio di Artemide a Efeso era considerato una delle Sette meraviglie del mondo. In questa regione, la Signora di Efeso, era adorata soprattutto come dea della fertilità, una figura simile alla dea frigia Cibele e molto diversa dall'Artemide greca. Mentre le statue greche ritraggono Artemide come una giovane con arco e frecce, le statue provenienti da questa zona la mostrano con il busto coperto di protuberanze rotondeggianti che sono state interpretate sia come seni che come testicoli di toro. Negli Atti degli Apostoli i fabbri efesini, quando sentono la loro fede minacciata dalla predicazione di San Paolo si levano a difenderla con fervore gridando: "Grande è Artemide degli efesini!!".
È opinione quasi universalmente riconosciuta che ella fosse un'antica divinità orientale, il cui culto fu scoperto dai Greci nella Ionia quando essi vi si stabilirono, e che per alcune peculiarità da loro scoperte, le applicarono il nome di Artemide. Non appena fu riconosciuta questa identità della dea orientale con l'Artemide greca, viceversa anche le peculiarità di Artemide furono trasferite alla Signora di Efeso.

### Attributi ed epiteti
Le più antiche rappresentazioni di Artemide nell'arte greca dell'età arcaica la ritraggono come Potnia Theron ("La regina degli animali selvatici"): una dea che ha accanto un cervo e un leopardo, qualche volta un leone. Nell'arte classica greca era abitualmente ritratta come "vergine cacciatrice", con una gonna corta, gli stivali da caccia, la faretra con le frecce e un arco. Spesso è ritratta mentre sta scoccando una freccia e insieme a lei vi sono o un cane o un cervo. Gli attributi caratteristici della dea variano spesso: l'arco e le frecce sono talvolta sostituiti da lance da caccia. Vi sono rappresentazioni di Artemide vista anche come "dea delle danze delle fanciulle", e in questo caso tiene in mano una lira, oppure come "dea della luce" mentre stringe in mano due torce accese e fiammeggianti.
Solo nel periodo post-classico si possono trovare rappresentazioni di un'Artemide che porta la corona lunare, simbolo della sua identificazione con la dea Luna, mentre nei tempi più antichi, sebbene questa identificazione fosse già presente, questo tipo di iconografia non fu mai usata.
Alla dea erano sacri: il cervo, il daino, la lepre, la quaglia, l'orso, il cane, il cipresso e l'alloro.
A seguire, alcuni degli epiteti con cui Artemide era chiamata:
- Afea – per assimilazione con l'omonima dea dell'isola Egina;
- Agrotera – che significa "Campestre". Agrotera è un'incarnazione di Artemide che la rappresenta anche come dea della guerra: gli Spartani celebravano sacrifici in suo onore prima di iniziare una nuova campagna militare;[5]
- Agròtis (Αγρότις), agreste, cacciatrice;
- Amarisia – dal santuario di Amarynthos, sull'isola di Eubea, presso il quale si celebravano le feste Amarisie;
- Anùmpheutos - (Άνύμφευτος) "Senza nozze"
- Asulòs - "inviolabile";
- Basileia  - "Sovrana";
- Brauronia - con riferimento al santuario di Artemide a Brauron[6];
- Brimò  - (Βριμώ), "terribile";
- Cynthia – con riferimento al Monte Cinto (Kynthos) nell'isola di Delo, ai piedi del quale nacque la dea;
- Daphnia - Daphne, nome greco dell'alloro, era sacro alla dea come ad Apollo;
- Delia  - nata nell'isola di Delo (greco Δῆλος). Sorella di Delios (Apollo o Febo);
- Dia  - "Figlia di Zeus";
- Drumonia - "Silvestre";
- Elaphêbolos[7] - "Colei che ferisce i cervi";
- Eùskopos iochéaira (ἐύσκοπος ἰοχέαιρα), "Saettatrice infallibile" (in Omero, Odissea);
- Ghiunaia  - (Γυναία), "protettrice degli esseri femminili";
- Kourothrophos – protettrice dei giovani; (in Diodoro);
- Kynegétria (κυνηγέτρια) o anche Kynegòs (κυνηγός), cacciatrice;
- Limnes - fluviale poiché in Arcadia i suoi templi sorgevano presso i corsi d'acqua;
- Locheia – dea della nascita e patrona delle levatrici;
- Opadòs okypòdon elàphon (ὀπαδός ὠκυπόδων ἐλάφων) "inseguitrice di cervi dal piede veloce" (in Sofocle, Edipo a Colono);
- Orthia - dea adorata a Sparta, dove era situato un importante santuario a lei dedicato.
- Ortigia - poiché Omero nell'Odissea definisce Ortigia (e non è chiaro se egli si riferisse all'antico toponimo legato a Delos) «aureo trono» di Artemide[8] e nell'Inno ad Apollo essa è definita suo paese natale.[9] La dea portava questo nome in vari posti.
- Phakelìtis (Fascelide) – venerata a Rhegion (Reggio Calabria), da phakelon, i fasci vegetali, le canne che crescono presso la foce delle fiumare;[10]
- Phoebe – versione femminile dell'appellativo del fratello, Febo Apollo;
- Potnia Theron – patrona degli animali selvatici. Appellativo usato da Omero.

## Artemide nella mitologia
Vengono di seguito riportati i fatti più rilevanti riferiti ad Artemide dai miti tradizionali greci.

### La nascita

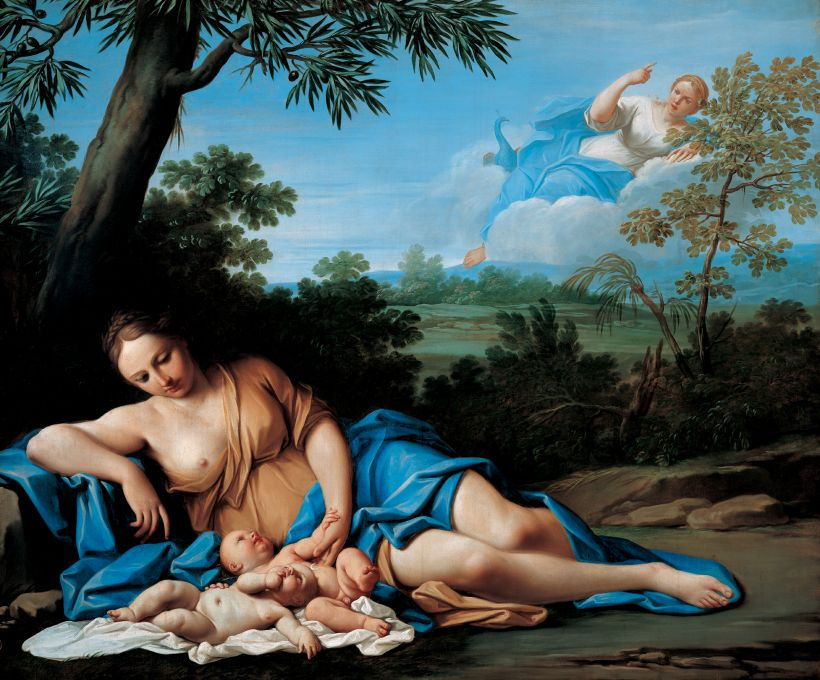
Marcantonio Franceschini, Nascita di Apollo e Artemide, Liechtenstein Palace Vienna

Secondo la Teogonia di Esiodo, Zeus si era invaghito di Leto, figlia dei Titani Ceo e Febe. Al momento dell'unione, il re degli dei trasformò Leto e se stesso in quaglie. Era, regina degli dei e moglie di Zeus, decisa a punire l'adulterio, ordinò al mostro Pitone, successivamente ucciso dal gemello di Artemide Apollo, di perseguitare la donna, impedendole di partorire su nessuna terra dove avesse brillato il Sole. Leto riuscì a partorire a Delo, l'unica isola galleggiante (che dopo il parto rimase ancorata alla terra) e quindi non soggetta alla maledizione di Era; isola che, secondo una versione del mito, non era altro che sua sorella Asteria tramutata in isola, in quanto aveva rifiutato l'amore di Zeus. Leto partorì ai piedi del Monte Cinto; la prima a nascere fu Artemide, che subito dopo aiutò la madre a partorire Apollo.
Altri miti riportano che la vendicativa Era, pur di impedirne la nascita, giunse a rapire Ilizia, dea del parto. Solo l'intervento degli altri dei, che offrirono alla regina dell'Olimpo una collana di ambra lunga nove metri, riuscì a convincere Era a desistere dal suo intento.

### Genealogia (Esiodo)
|                   |                   |                   |                   |                   |                   |      |      |      |      |      |      |  |  |        |        |        |        |          |        |   |   |          |          |          |          |          |          |  |  |           |           |           |           |           |           |  |  |     |     |     |     |     |     |  |  |         |         |         |         |         |         |  |  |       |       |       |       |       |       |
|                   |                   |                   |                   |                   |                   |      |      |      |      |      |      |  |  |        |        |        |        |          |        |   |   | Urano    | Urano    | Urano    | Urano    | Urano    | Urano    |  |  | Gea       | Gea       | Gea       | Gea       | Gea       | Gea       |  |  |     |     |     |     |     |     |  |  |         |         |         |         |         |         |  |  |       |       |       |       |       |       |
|                   |                   |                   |                   |                   |                   |      |      |      |      |      |      |  |  |        |        |        |        |          |        |   |   | Urano    | Urano    | Urano    | Urano    | Urano    | Urano    |  |  | Gea       | Gea       | Gea       | Gea       | Gea       | Gea       |  |  |     |     |     |     |     |     |  |  |         |         |         |         |         |         |  |  |       |       |       |       |       |       |
|                   |                   |                   |                   |                   |                   |      |      |      |      |      |      |  |  |        |        |        |        |          |        |   |   |          |          |          |          |          |          |  |  |           |           |           |           |           |           |  |  |     |     |     |     |     |     |  |  |         |         |         |         |         |         |  |  |       |       |       |       |       |       |
|                   |                   |                   |                   |                   |                   |      |      |      |      |      |      |  |  |        |        |        |        |          |        |   |   |          |          |          |          |          |          |  |  |           |           |           |           |           |           |  |  |     |     |     |     |     |     |  |  |         |         |         |         |         |         |  |  |       |       |       |       |       |       |
| Genitali di Urano | Genitali di Urano | Genitali di Urano | Genitali di Urano | Genitali di Urano | Genitali di Urano |      |      |      |      |      |      |  |  |        |        |        |        |          |        |   |   | Crono    | Crono    | Crono    | Crono    | Crono    | Crono    |  |  | Rea       | Rea       | Rea       | Rea       | Rea       | Rea       |  |  |     |     |     |     |     |     |  |  |         |         |         |         |         |         |  |  |       |       |       |       |       |       |
| Genitali di Urano | Genitali di Urano | Genitali di Urano | Genitali di Urano | Genitali di Urano | Genitali di Urano |      |      |      |      |      |      |  |  |        |        |        |        |          |        |   |   | Crono    | Crono    | Crono    | Crono    | Crono    | Crono    |  |  | Rea       | Rea       | Rea       | Rea       | Rea       | Rea       |  |  |     |     |     |     |     |     |  |  |         |         |         |         |         |         |  |  |       |       |       |       |       |       |
|                   |                   |                   |                   |                   |                   |      |      |      |      |      |      |  |  |        |        |        |        |          |        |   |   |          |          |          |          |          |          |  |  |           |           |           |           |           |           |  |  |     |     |     |     |     |     |  |  |         |         |         |         |         |         |  |  |       |       |       |       |       |       |
|                   |                   |                   |                   |                   |                   |      |      |      |      |      |      |  |  |        |        |        |        |          |        |   |   |          |          |          |          |          |          |  |  |           |           |           |           |           |           |  |  |     |     |     |     |     |     |  |  |         |         |         |         |         |         |  |  |       |       |       |       |       |       |
|                   |                   |                   |                   |                   |                   | Zeus | Zeus | Zeus | Zeus | Zeus | Zeus |  |  |        |        |        |        |          |        |   |   | Era      | Era      | Era      | Era      | Era      | Era      |  |  | Poseidone | Poseidone | Poseidone | Poseidone | Poseidone | Poseidone |  |  | Ade | Ade | Ade | Ade | Ade | Ade |  |  | Demetra | Demetra | Demetra | Demetra | Demetra | Demetra |  |  | Estia | Estia | Estia | Estia | Estia | Estia |
|                   |                   |                   |                   |                   |                   | Zeus | Zeus | Zeus | Zeus | Zeus | Zeus |  |  |        |        |        |        |          |        |   |   | Era      | Era      | Era      | Era      | Era      | Era      |  |  | Poseidone | Poseidone | Poseidone | Poseidone | Poseidone | Poseidone |  |  | Ade | Ade | Ade | Ade | Ade | Ade |  |  | Demetra | Demetra | Demetra | Demetra | Demetra | Demetra |  |  | Estia | Estia | Estia | Estia | Estia | Estia |
|                   |                   |                   |                   |                   |                   |      |      |      |      |      |      |  |  |        |        |        |        |          |        |   |   |          |          |          |          |          |          |  |  |           |           |           |           |           |           |  |  |     |     |     |     |     |     |  |  |         |         |         |         |         |         |  |  |       |       |       |       |       |       |
|                   |                   |                   |                   |                   |                   |      |      |      |      |      |      |  |  |        |        |        |        |          |        |   |   |          |          |          |          |          |          |  |  |           |           |           |           |           |           |  |  |     |     |     |     |     |     |  |  |         |         |         |         |         |         |  |  |       |       |       |       |       |       |
|                   |                   |                   |                   |                   |                   |      |      |      |      |      |      |  |  |        |        |        |        |          |        | a |   |          |          |          |          |          |          |  |  |           |           |           |           |           |           |  |  |     |     |     |     |     |     |  |  |         |         |         |         |         |         |  |  |       |       |       |       |       |       |
|                   |                   |                   |                   |                   |                   |      |      |      |      |      |      |  |  |        |        |        |        |          |        |   |   |          |          | b        |          |          |          |  |  |           |           |           |           |           |           |  |  |     |     |     |     |     |     |  |  |         |         |         |         |         |         |  |  |       |       |       |       |       |       |
|                   |                   |                   |                   |                   |                   |      |      |      |      |      |      |  |  |        |        |        |        |          |        |   |   |          |          |          |          |          |          |  |  |           |           |           |           |           |           |  |  |     |     |     |     |     |     |  |  |         |         |         |         |         |         |  |  |       |       |       |       |       |       |
|                   |                   |                   |                   |                   |                   |      |      |      |      |      |      |  |  | Ares   | Ares   | Ares   | Ares   | Ares     | Ares   |   |   | Efesto   | Efesto   | Efesto   | Efesto   | Efesto   | Efesto   |  |  |           |           |           |           |           |           |  |  |     |     |     |     |     |     |  |  |         |         |         |         |         |         |  |  |       |       |       |       |       |       |
|                   |                   |                   |                   |                   |                   |      |      |      |      |      |      |  |  | Ares   | Ares   | Ares   | Ares   | Ares     | Ares   |   |   | Efesto   | Efesto   | Efesto   | Efesto   | Efesto   | Efesto   |  |  | Meti      |           |           |           |           |           |  |  |     |     |     |     |     |     |  |  |         |         |         |         |         |         |  |  |       |       |       |       |       |       |
|                   |                   |                   |                   |                   |                   |      |      |      |      |      |      |  |  |        |        |        |        |          |        |   |   |          |          |          |          |          |          |  |  |           |           |           |           |           |           |  |  |     |     |     |     |     |     |  |  |         |         |         |         |         |         |  |  |       |       |       |       |       |       |
|                   |                   |                   |                   |                   |                   |      |      |      |      |      |      |  |  |        |        |        |        | Atena    |        |   |   |          |          |          |          |          |          |  |  |           |           |           |           |           |           |  |  |     |     |     |     |     |     |  |  |         |         |         |         |         |         |  |  |       |       |       |       |       |       |
|                   |                   |                   |                   |                   |                   |      |      |      |      |      |      |  |  |        |        |        |        |          |        |   |   |          |          |          |          |          |          |  |  | Latona    |           |           |           |           |           |  |  |     |     |     |     |     |     |  |  |         |         |         |         |         |         |  |  |       |       |       |       |       |       |
|                   |                   |                   |                   |                   |                   |      |      |      |      |      |      |  |  |        |        |        |        |          |        |   |   |          |          |          |          |          |          |  |  |           |           |           |           |           |           |  |  |     |     |     |     |     |     |  |  |         |         |         |         |         |         |  |  |       |       |       |       |       |       |
|                   |                   |                   |                   |                   |                   |      |      |      |      |      |      |  |  |        |        |        |        |          |        |   |   |          |          |          |          |          |          |  |  |           |           |           |           |           |           |  |  |     |     |     |     |     |     |  |  |         |         |         |         |         |         |  |  |       |       |       |       |       |       |
|                   |                   |                   |                   |                   |                   |      |      |      |      |      |      |  |  |        |        |        |        |          |        |   |   |          |          |          |          |          |          |  |  |           |           |           |           |           |           |  |  |     |     |     |     |     |     |  |  |         |         |         |         |         |         |  |  |       |       |       |       |       |       |
|                   |                   |                   |                   |                   |                   |      |      |      |      |      |      |  |  | Apollo | Apollo | Apollo | Apollo | Apollo   | Apollo |   |   | Artemide | Artemide | Artemide | Artemide | Artemide | Artemide |  |  |           |           |           |           |           |           |  |  |     |     |     |     |     |     |  |  |         |         |         |         |         |         |  |  |       |       |       |       |       |       |
|                   |                   |                   |                   |                   |                   |      |      |      |      |      |      |  |  | Apollo | Apollo | Apollo | Apollo | Apollo   | Apollo |   |   | Artemide | Artemide | Artemide | Artemide | Artemide | Artemide |  |  | Maia      |           |           |           |           |           |  |  |     |     |     |     |     |     |  |  |         |         |         |         |         |         |  |  |       |       |       |       |       |       |
|                   |                   |                   |                   |                   |                   |      |      |      |      |      |      |  |  |        |        |        |        |          |        |   |   |          |          |          |          |          |          |  |  |           |           |           |           |           |           |  |  |     |     |     |     |     |     |  |  |         |         |         |         |         |         |  |  |       |       |       |       |       |       |
|                   |                   |                   |                   |                   |                   |      |      |      |      |      |      |  |  |        |        |        |        | Ermes    |        |   |   |          |          |          |          |          |          |  |  |           |           |           |           |           |           |  |  |     |     |     |     |     |     |  |  |         |         |         |         |         |         |  |  |       |       |       |       |       |       |
|                   |                   |                   |                   |                   |                   |      |      |      |      |      |      |  |  |        |        |        |        |          |        |   |   |          |          |          |          |          |          |  |  | Semele    |           |           |           |           |           |  |  |     |     |     |     |     |     |  |  |         |         |         |         |         |         |  |  |       |       |       |       |       |       |
|                   |                   |                   |                   |                   |                   |      |      |      |      |      |      |  |  |        |        |        |        |          |        |   |   |          |          |          |          |          |          |  |  |           |           |           |           |           |           |  |  |     |     |     |     |     |     |  |  |         |         |         |         |         |         |  |  |       |       |       |       |       |       |
|                   |                   |                   |                   |                   |                   |      |      |      |      |      |      |  |  |        |        |        |        | Dioniso  |        |   |   |          |          |          |          |          |          |  |  |           |           |           |           |           |           |  |  |     |     |     |     |     |     |  |  |         |         |         |         |         |         |  |  |       |       |       |       |       |       |
|                   |                   |                   |                   |                   |                   |      |      |      |      |      |      |  |  |        |        |        |        |          |        |   |   |          |          |          |          |          |          |  |  | Dione     |           |           |           |           |           |  |  |     |     |     |     |     |     |  |  |         |         |         |         |         |         |  |  |       |       |       |       |       |       |
|                   |                   |                   |                   |                   |                   |      |      |      |      |      |      |  |  |        |        |        |        |          |        |   |   |          |          |          |          |          |          |  |  |           |           |           |           |           |           |  |  |     |     |     |     |     |     |  |  |         |         |         |         |         |         |  |  |       |       |       |       |       |       |
| a                 | a                 | a                 | a                 | a                 | a                 |      |      |      |      |      |      |  |  |        |        |        |        |          |        | b | b | b        | b        | b        | b        |          |          |  |  |           |           |           |           |           |           |  |  |     |     |     |     |     |     |  |  |         |         |         |         |         |         |  |  |       |       |       |       |       |       |
| a                 | a                 | a                 | a                 | a                 | a                 |      |      |      |      |      |      |  |  |        |        |        |        |          |        | b | b | b        | b        | b        | b        |          |          |  |  |           |           |           |           |           |           |  |  |     |     |     |     |     |     |  |  |         |         |         |         |         |         |  |  |       |       |       |       |       |       |
|                   |                   |                   |                   |                   |                   |      |      |      |      |      |      |  |  |        |        |        |        |          |        |   |   |          |          |          |          |          |          |  |  |           |           |           |           |           |           |  |  |     |     |     |     |     |     |  |  |         |         |         |         |         |         |  |  |       |       |       |       |       |       |
|                   |                   |                   |                   |                   |                   |      |      |      |      |      |      |  |  |        |        |        |        | Afrodite |        |   |   |          |          |          |          |          |          |  |  |           |           |           |           |           |           |  |  |     |     |     |     |     |     |  |  |         |         |         |         |         |         |  |  |       |       |       |       |       |       |

### L'infanzia
Il poeta Callimaco, nel suo Inno ad Artemide, narra che la dea, all'età di tre anni, sedutasi sulle ginocchia di Zeus, chiese al padre di rimanere eternamente vergine e di essere chiamata con molti nomi, come suo fratello Apollo; di avere un arco ricurvo forgiato dai Ciclopi; di concederle sessanta Oceanine di nove anni come ancelle e venti ninfe figlie del fiume Amnìso perché si curassero dei suoi calzari e dei suoi cani quando si sarebbe riposata dalla caccia; di darle tutti i monti e quante città volesse lui dedicarle, dal momento che la dea avrebbe abitato sui monti e raramente in città. Zeus accontentò la figlia, così le donò trenta città che avrebbero onorato soltanto lei, e la nominò custode delle strade e dei porti. Artemide lo ringraziò, e si recò subito sul Monte Leuco in Creta, e poi nel fiume Oceano, dove prima scelse molte Ninfe di nove anni come sue ancelle e poi le ninfe amnise. Dietro invito di Efesto, la dea si recò a visitare i Ciclopi nell'isola di Lipari, e li trovò intenti a martellare un truogolo per i cavalli di Poseidone. Artemide disse ai Ciclopi di trascurare per qualche tempo il truogolo di Poseidone, e di farle un arco d'argento e un bel fascio di frecce d'oro; in cambio, essa avrebbe loro offerto in pasto la prima preda abbattuta. Con queste armi, Artemide si recò in Arcadia, dove Pan le diede tre cani segugi dalle orecchie mozze, due bicolori ed uno macchiettato e sette agili segugi spartani. Avendo catturato vive due coppie di cerve cornute, Artemide le aggiogò a un cocchio d'oro con redini pure d'oro, e le guidò a settentrione verso l'Emo, monte della Tracia. Poi ritornò in Grecia, dove le Ninfe amnise staccarono le cerve dal cocchio, le strigliarono, le nutrirono e le abbeverarono in truogoli d'oro.

### Artemide e Apollo
Artemide, come il fratello Apollo, è armata di arco, faretra e frecce, e manda piaghe e morte a uomini e animali: mentre il dio era causa delle morti di uomini, per opera delle sue temibili frecce, allo stesso modo Artemide lo era di quelle di donne. Artemide agisce congiuntamente al fratello: come, infatti, Apollo non era solo un dio distruttivo, ma aveva anche il potere di allontanare il male da lui stesso inflitto, così Artemide era allo stesso tempo soteira, ossia curava e alleviava le sofferenze dei mortali (curò ad esempio Enea quando fu ferito e portato nel tempio di Apollo). Inoltre, come Apollo fu successivamente identificato con il Sole, così Artemide venne identificata con la Luna.
Ci sono anche fattori, comunque, che non ravvisano analogie tra i due dei: Artemide non ha nulla a che fare con la musica e la poesia, e non ci sono tracce di lei come divinità oracolare, come invece lo era Apollo, mentre il gemello non è in alcun modo legato alla caccia o agli animali selvatici.

### Tizio
Leto si era recata con Artemide a Delfi, dove si appartò in un sacro boschetto per adempiere a certi riti. Era, per vendicarsi di Leto, suscitò un forte desiderio al gigante Tizio, che stava tentando di violentarla quando Apollo e Artemide, udite le grida della madre, accorsero e uccisero Tizio con nugolo di frecce: una vendetta che Zeus, padre di Tizio, giudicò atto di giustizia. Nel Tartaro Tizio fu condannato alla tortura con le braccia e le gambe solidamente fissate al suolo, e due avvoltoi gli mangiavano il fegato, che gli si rigenerava ogni volta che veniva estratto completamente (tortura simile a quella di Prometeo, condannato da Zeus per aver donato il fuoco ai mortali).

### Atteone

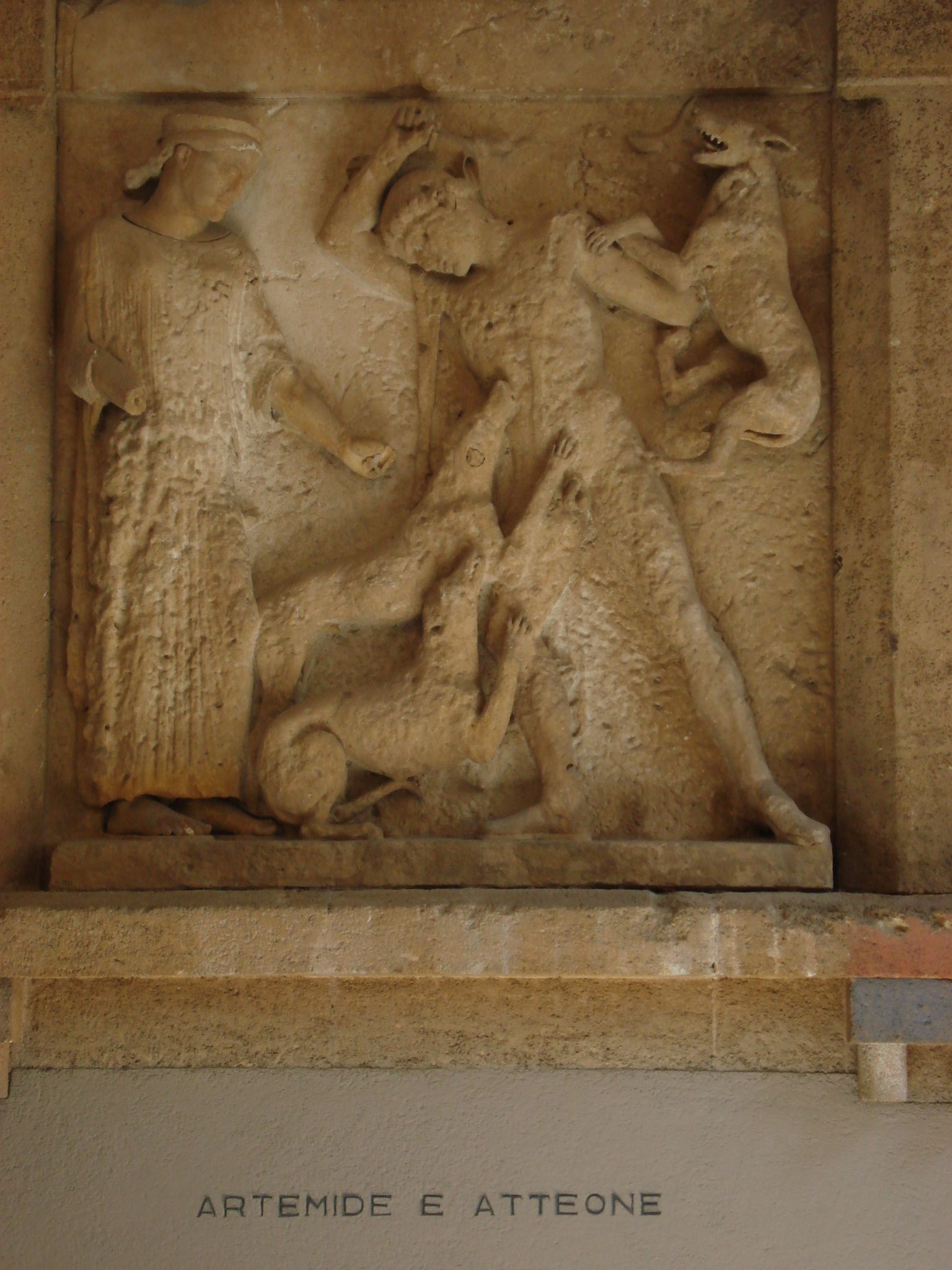
Artemide e Atteone, metopa del Tempio E di Selinunte, metà del V secolo a.C.

Pausania narra che un giorno Artemide stesse facendo un bagno con le sue ninfe presso uno specchio d'acqua, in una valle sul monte Citerone, quando il principe tebano Atteone, durante una battuta di caccia, la scorse per caso e si fermò ad osservarla di nascosto. Assorto nell’ammirare la dea e le ninfe nude, Atteone calpestò inavvertitamente un ramo, così da farsi accorgere da Artemide, che disgustata dagli sguardi del giovane, gli lanciò addosso dell'acqua magica che lo trasformò in un cervo, cosicché i suoi cani, scambiatolo per una preda, lo sbranarono. Una versione alternativa della storia narra che Atteone si fosse vantato che la dea si fosse a lui mostrata nuda e per questo la dea lo trasformò in cervo, facendolo divorare dai cani per vendetta. Adone

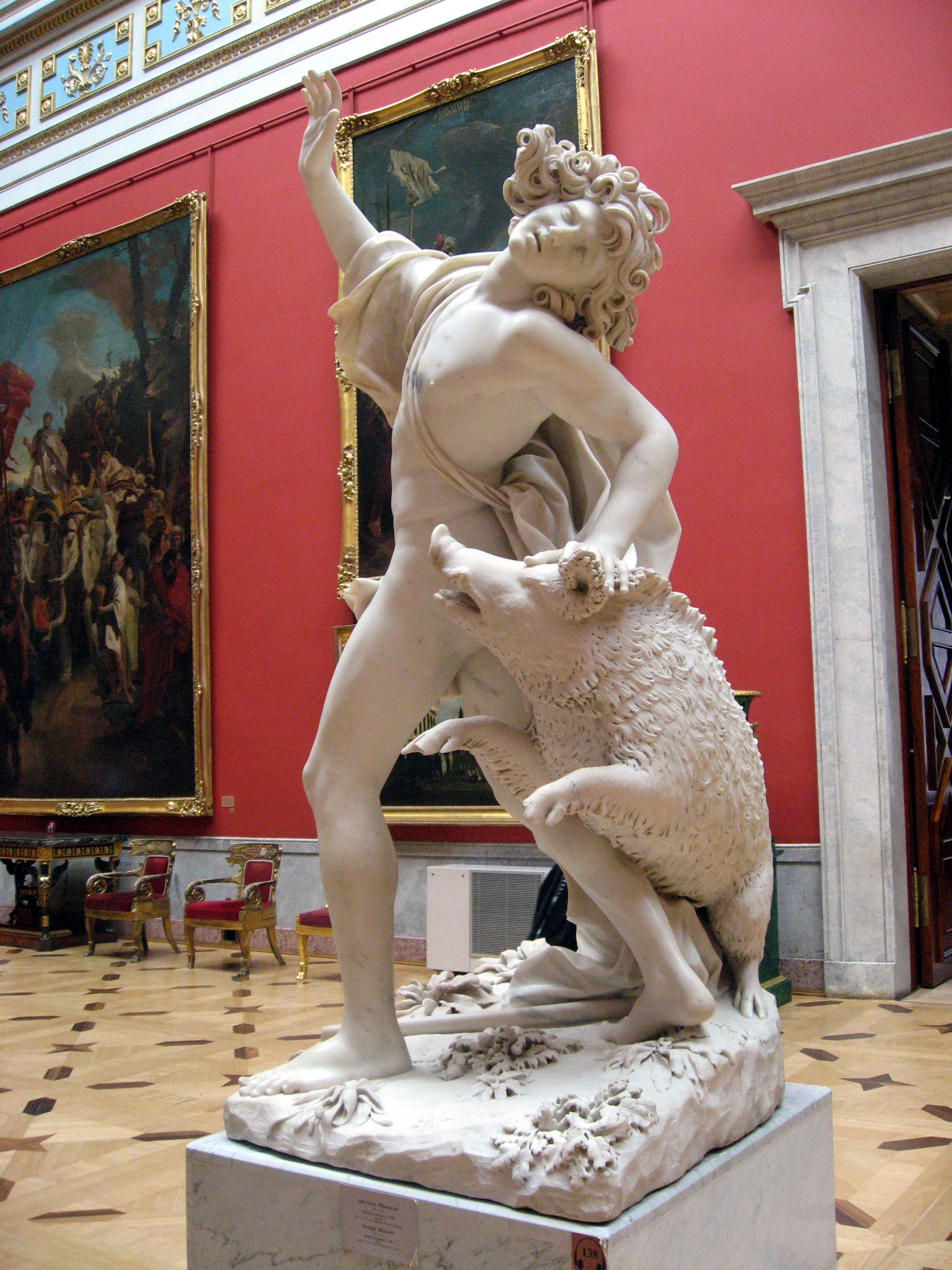
La morte di Adone - Giuseppe Mazzuoli, Museo dell'Hermitage, San Pietroburgo

Adone era uno degli amanti di Afrodite. Secondo una versione secondaria del mito, Artemide (e non Ares) lo fece uccidere dal cinghiale calidonio per rendere la pariglia ad Afrodite, responsabile della morte di Ippolito, uno dei suoi favoriti.

### Siproite
L'eroe cretese Siproite fu trasformato in una donna da Artemide per aver visto la dea nuda, per un motivo analogo a quello di Atteone. La storia completa non è sopravvissuta in alcuna opera scritta originale, ma una variante calcata sul mito di Atteone è riportata di seconda mano da Antonino Liberale, il che suggerisce che l'aneddoto fosse abbastanza noto. La storia è complementare e parallela alla storia di Ceneo, in cui invece è una donna a ricevere il dono di poter diventare un uomo.

### Orione
Omero racconta che la ninfa Calipso, lamentando che gli dèi sono invidiosi quando una dea è innamorata di un mortale, narra dell'uccisione di Orione, compagno della dea dell'aurora Eos, da parte della dea Artemide.
Apollodoro racconta invece che Orione fu ucciso dalla dea Artemide mandandogli contro uno scorpione perché il cacciatore aveva tentato di insidiare le Pleiadi. Per aver reso questo servizio ad Artemide, lo scorpione fu trasformato in costellazione, e lo stesso Orione subì una sorte analoga. Per questo la costellazione d'Orione fugge eternamente quella dello Scorpione.

### Chione
Artemide uccise con una freccia la giovane Chione che si era vantata di essere più bella della dea.

### Callisto

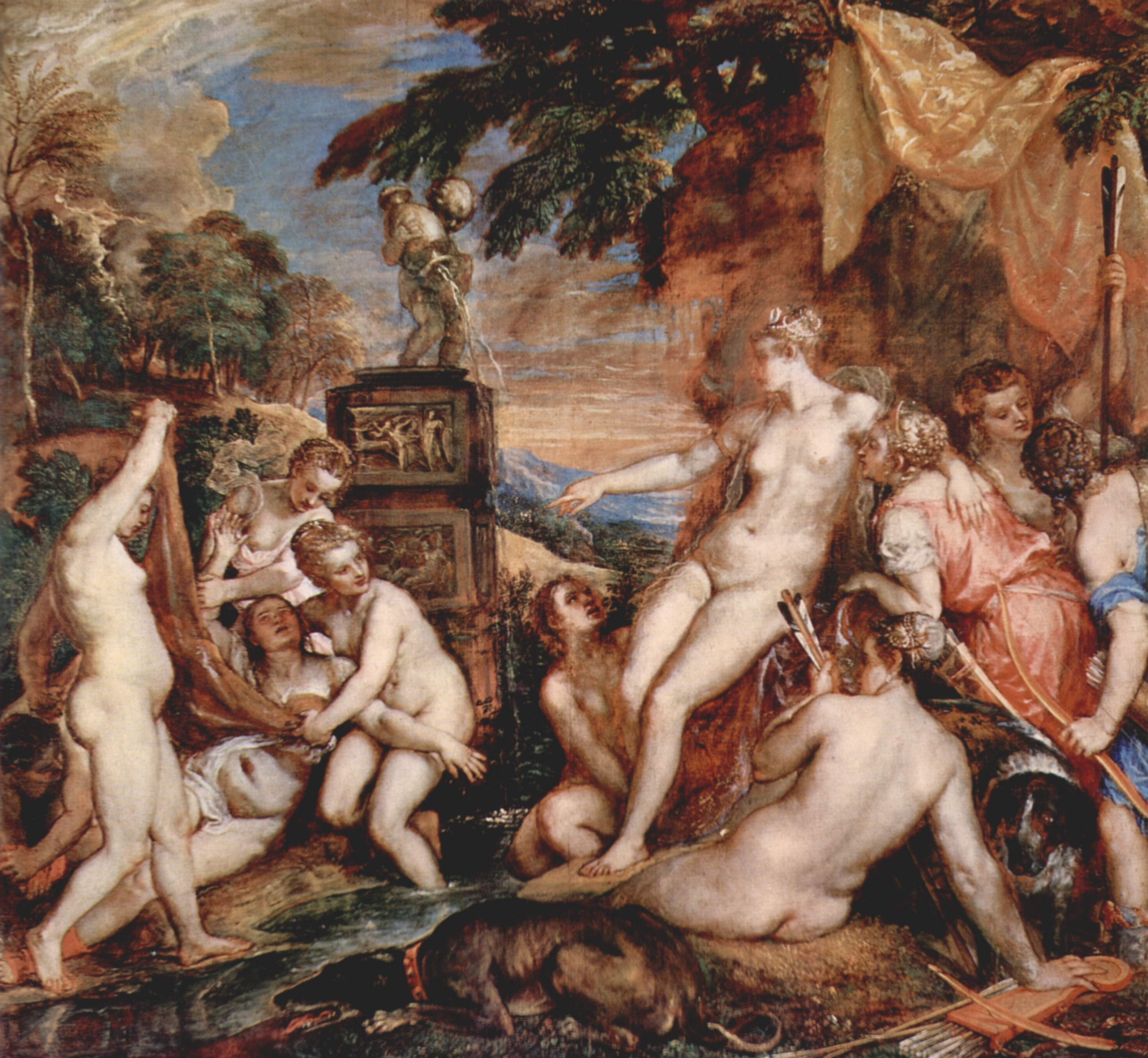
Diana e Callisto Tiziano Vecellio 1556-1559 National Gallery of Scotland Edimburgo

Una delle ninfe compagne di Artemide, Callisto, perse la verginità per inganno di Zeus, che era andato da lei nelle sembianze di Artemide stessa, per unirsi a lei più facilmente. Infuriata, la dea la trasformò in un'orsa. Il figlio di Callisto, Arcade, stava per uccidere accidentalmente la madre durante una battuta di caccia, ma fu fermato da Zeus che li pose entrambi nel cielo sotto forma di costellazioni: l'Orsa maggiore e l'Orsa Minore. Altre versioni riportano, invece, che Artemide uccise l'orsa con una freccia.

### Eracle
Una delle fatiche d'Eracle fu l'ordine di riportare ad Euristeo la cerva di Cerinea dalle auree corna, sacra ad Artemide. Eracle, che non voleva né uccidere né ferire l'animale, portò a termine questa fatica senza ricorrere alla forza. Instancabile, egli la inseguì per un anno intero e la catturò presso il fiume Ladone, in Arcadia, ferendola leggermente con una freccia. Poi, gettatasi la cerva sulle spalle, si affrettò verso Micene attraversando l'Arcadia. Altri tuttavia dicono che egli si servì di reti; oppure seguì le tracce dell'animale finché lo trovò addormentato sotto un albero. Artemide andò incontro a Eracle e lo rimproverò aspramente perché aveva maltrattato la cerva a lei sacra; ma Eracle si difese dicendo di esservi stato costretto e fece ricadere la colpa su Euristeo.

### Ifigenia
Artemide volle punire Agamennone per aver ucciso un cervo a lei sacro oppure, secondo un'altra versione, per essersi vantato nella sua grande superbia di essere un cacciatore migliore di lei. Quando la flotta greca si stava preparando per salpare verso Troia per portare la guerra, Artemide fece spirare il vento. L'indovino Calcante disse ad Agamennone che l'unico modo per placare la dea era sacrificare sua figlia Ifigenia (fatto che portò successivamente all'assassinio di Agamennone da parte della moglie, Clitennestra). Quando il re era sul punto di farlo, Artemide la portò via dall'altare e la sostituì con un cervo. La fanciulla fu trasportata in Crimea e nominata sacerdotessa del tempio della dea a Tauride, in cui le venivano offerti stranieri come sacrifici umani. In seguito, suo fratello Oreste la riportò in Grecia dove, in Laconia, istituì il culto di Artemide Tauridea. Secondo le cronache spartane, il legislatore Licurgo sostituì l'usanza del sacrificio umano con la flagellazione.

### Nella guerra di Troia
Durante la decennale guerra di Troia, Artemide si schierò dalla parte dei Troiani contro i Greci. Si azzuffò con Era quando i divini alleati delle due parti si scontrarono tra loro: Era la colpì sulle orecchie con la sua stessa faretra e le frecce caddero a terra mentre Artemide fuggì da Zeus piangendo. Pare che Artemide sia stata rappresentata come sostenitrice della causa troiana sia perché il fratello Apollo era il protettore della città sia perché essa stessa nell'antichità era molto venerata nelle zone dell'Anatolia occidentale.

### L'uccisione dei figli di Niobe
Niobe, regina di Tebe e moglie di Anfione, si vantò di essere migliore di Leto perché mentre lei aveva avuto quattordici figli, sette maschi e sette femmine, detti i Niobidi, mentre Latona ne aveva avuti soltanto due. Quando Artemide e Apollo vennero a saperlo si affrettarono a vendicarsi: usando delle frecce avvelenate, Apollo le uccise i figli (o, secondo una diversa versione, risparmiò insieme alla sorella solo un maschio e una femmina dei quattordici Niobidi) mentre stavano facendo ginnastica, badando che soffrissero molto prima di morire, mentre Artemide colpì le figlie, che si accasciarono all'istante senza un lamento. Anfione, vedendo i suoi figli morti, impazzì e cercò di distruggere il tempio di Apollo; al che, il dio lo uccise senza pietà. Niobe, distrutta dal dolore, iniziò a piangere e Artemide la trasformò in una statua di pietra dai cui occhi sarebbero sgorgate infinite lacrime. Secondo alcune versioni della leggenda fu scagliata in qualche luogo sperduto del deserto egiziano. Un'altra sostiene che le sue lacrime formarono il fiume Acheloo. Dato che Zeus aveva trasformato in statue tutti gli abitanti di Tebe, nessuno seppellì i Niobidi per nove giorni, quando furono gli dèi stessi a provvedere a calarli nella tomba. Di tutti i figli di Anfione e Niobe gli unici a salvarsi furono Amicla e Melibea, che da allora fu chiamata Clori, che significa "la pallida", perché ad assistere all'orrida strage dei fratelli era completamente sbiancata in volto.

### Atalanta

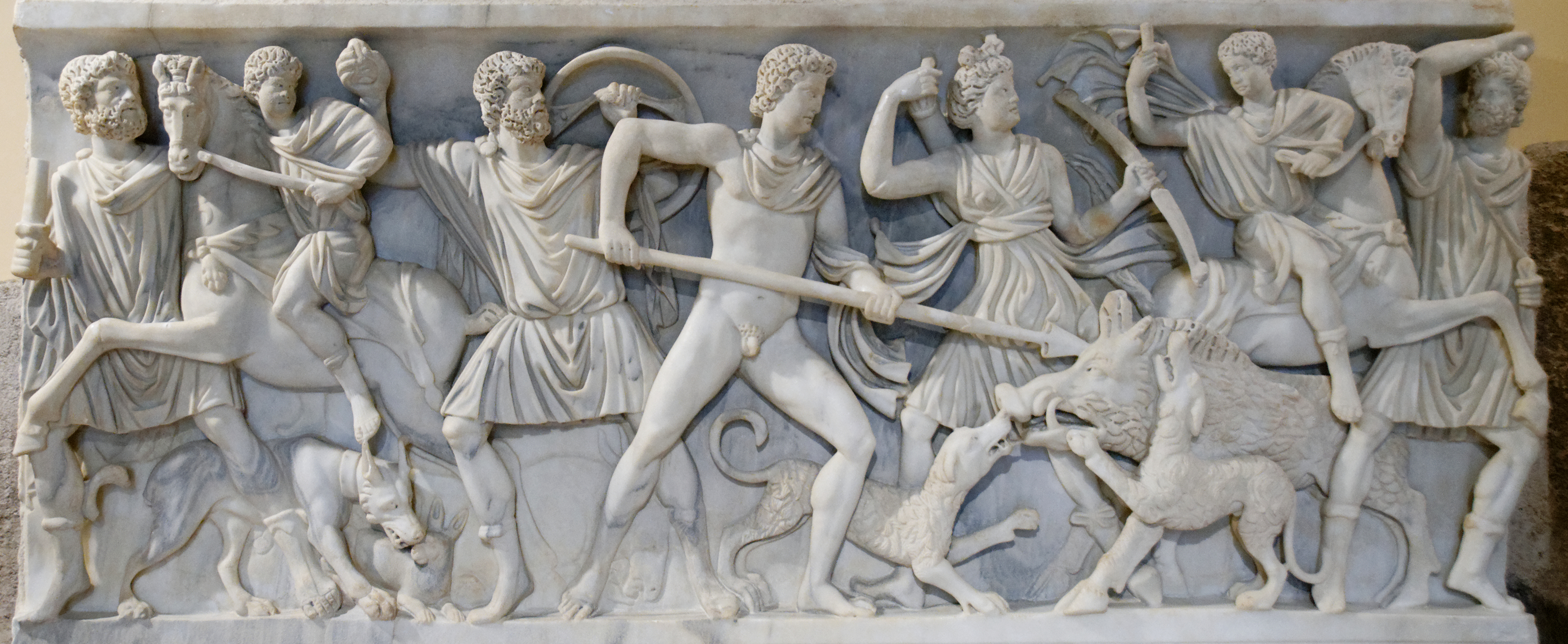
Meleagro e Atalanta cacciano il cinghiale di Calidone - sarcofago romano - Palazzo dei Conservatori Roma

Artemide salvò la piccola Atalanta dalla morte per assideramento, dopo che suo padre, Iasio, l'aveva abbandonata sul monte Pelio: mandò infatti da lei un'orsa che la allattò finché non venne raggiunta da alcuni cacciatori. Tra le sue avventure, Atalanta partecipò alla caccia al Cinghiale calidonio che Artemide aveva mandato per distruggere Calidone, dato che il re Eneo si era dimenticato di lei durante i sacrifici per celebrare il raccolto.

### Taigete
Taigete, una delle Pleiadi, era una delle compagne di caccia di Artemide. Quando si accorse che Zeus tentava con insistenza di insidiarla, la ninfa pregò Artemide di aiutarla e la dea la trasformò in una cerva. Zeus però la possedette ugualmente mentre si trovava in stato di incoscienza, e dall'unione nacque Lacedemone, il mitico fondatore di Sparta.

### Oto ed Efialte
Oto ed Efialte erano due fratelli giganti che un giorno decisero di assaltare il Monte Olimpo per violentare Artemide ed Era riuscendo a rapire Ares e a tenerlo richiuso in un grosso vaso per tredici mesi. Artemide, che era molto astuta, si trasformò in un cervo e si mise a correre tra di loro: i due giganti, per non farsela sfuggire dato che erano esperti cacciatori, le lanciarono contro le loro lance, ma mentre la dea saettava velocissima tra loro finirono per uccidersi l'un l'altro.

### Le Meleagridi
Dopo la morte di Meleagro, Artemide trasformò le sue inconsolabili sorelle, le Meleagridi, in galline faraone.

### Agrio e Orico
La dea Afrodite aveva ordinato alla vergine Polifonte di prendere marito, ma ella, volendo conservare la sua castità, chiese aiuto alla dea Artemide. La dea la protesse, facendola diventare una delle sue Cacciatrici. Afrodite tuttavia si vendicò: fece innamorare la fanciulla di un orso, con il quale si accoppiò. La dea Artemide, disgustata del fatto, la abbandonò, ed ella partorì i due gemelli, Agrio e Orico dalle sembianze per metà umane e per metà di orso.

### Aretusa
Come narrato nelle Metamorfosi del poeta romano Publio Ovidio Nasone, Aretusa era una ninfa sacra a Diana, la controparte latina di Artemide. Un giorno, mentre faceva il bagno nel fiume Alfeo, quest'ultimo si innamorò di lei. Anche se la ninfa scappò via, il fiume la rincorse, finché ad Aretusa non restò altra scelta se non chiedere aiuto a Diana. Quest'ultima la trasformò in una sorgente, la sorgente di Siracusa.

## Influenza culturale
Ad Artemide sono intitolati l'Artemis Chasma e l'Artemis Corona su Venere.
Le prossime missioni spaziali dirette verso la Luna prenderanno il nome di Artemis, poiché sorella gemella di Apollo, che ha dato il nome alle prime missioni lunari Apollo.